# Felipe Gallardo
Felipe Gallardo (n. Villa Ana, 23 de agosto de 1915, f. 13 de julio de 1996) fue un político argentino, primer gobernador de la Provincia del Chaco.

## Biografía
Nació en un hogar humilde y de escasos recursos económicos en la localidad santafesina de Villa Ana, en el departamento General Obligado.
Fue integrante de la Juventud Radical, y fue encarcelado en el golpe de Estado de José Félix Uriburu en 1930. El 26 de diciembre de 1935 llegó a la localidad de El Zapallar —la actual ciudad de General José de San Martín— donde se instaló en forma permanente.
Gallardo entró de lleno en la vida política fundando el partido vecinal Frente Popular. Pero después del golpe militar del 4 de junio de 1943, creó el Sindicato Único de Agricultores del Chaco y un centro cultural con el nombre de Perón. Comenzó a trabajar por la provincialización del Territorio Nacional del Chaco, junto a otros residentes.
El 28 de marzo de 1948 fue designado Comisionado Municipal, cargo para el que había sido propuesto por la CGT y que ocupó hasta el 30 de marzo de 1953.
Con la Ley N.º 14 037 del 20 de julio de 1951 se provincializaron los Territorios Nacionales del Chaco y de La Pampa. En agosto de 1952, el Poder Ejecutivo Nacional dictó el decreto N.º 5311, a través del cual convocó a elecciones provinciales para el 12 de abril de 1953, para elegir autoridades provinciales y senadores y diputados nacionales. Las elecciones se realizaron con sólo dos listas; Peronista y Comunista, que postulaba al médico Carlos Alberto Moglia. Para el Chaco la fórmula triunfadora fue la lista encabezada por Felipe Gallardo como Gobernador, acompañado por el escribano Deolindo Felipe Bittel, de Villa Ángela. Asumió sus funciones el 4 de junio de 1953, siendo el primer mandatario constitucional de la Provincia del Chaco.
Por decreto del 15 de junio de 1953 se creó la Escuela de Policía; el 1 de julio promulgó la Ley N.º 20, de expropiación de una parcela céntrica de Resistencia para la construcción de la casa central del Banco de la Provincia; el 11 de julio creó la Municipalidad de Tres Isletas. Se creó y organizó el Poder Judicial, y el 30 de julio, se ordenó el Superior Tribunal de Justicia.
Durante su mandato, entre 1953 y 1955, fueron creadas 42 escuelas en todo el territorio chaqueño.Organizó el sistema judicial del territorio creando diversos Juzgados de Paz, que eran elegidos por elecciones. Habilitó los juzgados de paz en Margarita Belen, Nueva Helvetia, Palometa, Tirol y Colonia Pastoril.
Inició una reforma agraria distribuyendo tierras fiscales y expropiando latifundios improductivos. Se creó Vialidad Provincial, para extender y mejorar la red caminera del Chaco.Realizó una gran cantidad de obras públicas en la capital Resistencia, como la extensión a toda la ciudad de las redes de alumbrado eléctrico, construcción de dependencias municipales y las futuras sede de la gobernación, refacción de puentes y los caminos de acceso de la ciudad. También encargo la construcción de alcantarillas en Barranqueras, y mejoró las calles de la misma.
El gobierno de Gallardo duró dos años y tres meses ya que fue interrumpido el 20 de septiembre de 1955 a consecuencia del Golpe de Estado autodenominado Revolución Libertadora y regresó a General San Martín con su familia.
En 1966, al frente de su partido Vanguardia Popular, volvió a gobernar la comuna de General San Martín, electo por el pueblo, pero solamente durante dos meses, desde abril hasta junio. Cesó por el golpe de Estado que derrocó al gobierno nacional de Arturo Illia.
Falleció el 13 de julio de 1996, a los 80 años, en la localidad General José de San Martín. Sus familiares hicieron cumplir su deseo de sepelio: se solicitó que no enviaran coronas de flores, sino que su valor fuese enviado a la Cooperadora del Hospital y Centro de Salud de General San Martín.